# Erich Reischke
Erich Reischke (Pommeren, 14 oktober 1927 — Güstritz, gem. Wustrow (Wendland), 20 mei 2015) was een Duitse beeldhouwer en schilder.

## Leven en werk
Reischke groeide op in Achter-Pommeren en volgde een opleiding tot steenhouwer. Hij studeerde vanaf 1953 aan de kunstacademie in Dresden. Na een verblijf in Italië in 1954 keerde hij niet meer terug in de DDR, waar het kunstonderwijs hem te benauwend was. Hij vervolgde zijn studie in 1955 bij de beeldhouwer Alexander Gonda aan de Hochschule für Bildende Künste Berlin-Charlottenburg in West-Berlijn.
In 1959 ontving hij een uitnodiging deel te nemen aan het beeldhouwersymposium in Sankt Margarethen im Burgenland, waar hij zijn eerste grote steen bewerkte. Reischke behoorde hiermee tot de steenbeeldhouwers, die deelnamen aan het eerste door Karl Prantl georganiseerde Symposion Europäischer Bildhauer. Het beeld werd gekocht door een Nederlandse sponsor van het symposium en staat sindsdien in Eindhoven. In 1961 deed hij mee aan het Bildhauersymposion Kaisersteinbruch in Kirchheim en met Herbert Baumann, Gerson Fehrenbach en Yasuo Mizui aan het Bildhauer Symposion 1961-1963 (het zogenaamde Mauer Symposion) in Berlijn (Steinskulptur 1961-62). Gedurende de zestiger jaren kreeg hij meerdere opdrachten voor steensculpturen in de openbare ruimte van Berlijn en nam hij deel aan symposia in Duitsland (Kunstverein Springhornhof) en de Verenigde Staten (Vermont International Sculpture Symposium).
In 1973 wilde hij met het "kunstbedrijf" breken en hij trok zich uit Berlijn terug op het platteland. Hij vestigde zich in het ringdorp Güstritz bij Wustrow (district Lüchow-Dannenberg) in de deelstaat Neder-Saksen. Hij ging schilderen en concentreerde zich jarenlang op klein beeldhouwwerk, waarbij hij, na de hem bekende stelevorm, de dodecaëder als nieuwe vorm ontdekte.
In de negentiger jaren nam hij weer deel aan beeldhouwersymposia in Tsjechië (Hořice - 1993, Milevsko - 1994 en Jindřichův Hradec - 1997) en Argentinië (1997). Op enkele vroege werken na, zijn de werken van Reischke abstract.

## Werken (selectie)
- Steinskulptur (1959), Stadswandelpark in Eindhoven
- Zonder titel (1961), Bildhauersymposion Kaisersteinbruch
- Steinskulptur (1961/62), Platz der Republik in Berlijn
- Zonder titel (1963), Sankt Margarethen im Burgenland
- Stele (1965), Prinzenstraße in Berlijn
- Spielhaus (1966), Märkischen Viertel in Berlijn
- Treppenbrüstung (1966), Vorarlberger Damm in Berlijn
- Säule (1968), Giesebrechtstraße in Berlijn
- Stele (1970), Rosengarten Alt-Britz in Berlijn
- Zwei Skulpturen (1970), Wilhelm-Gericke-Straße in Berlijn
- Stone Pit (1993), Beeldenpark symposium Hořice
- Labrador (1994), Milevsko
- Stele (2008), Wendland

## Fotogalerij

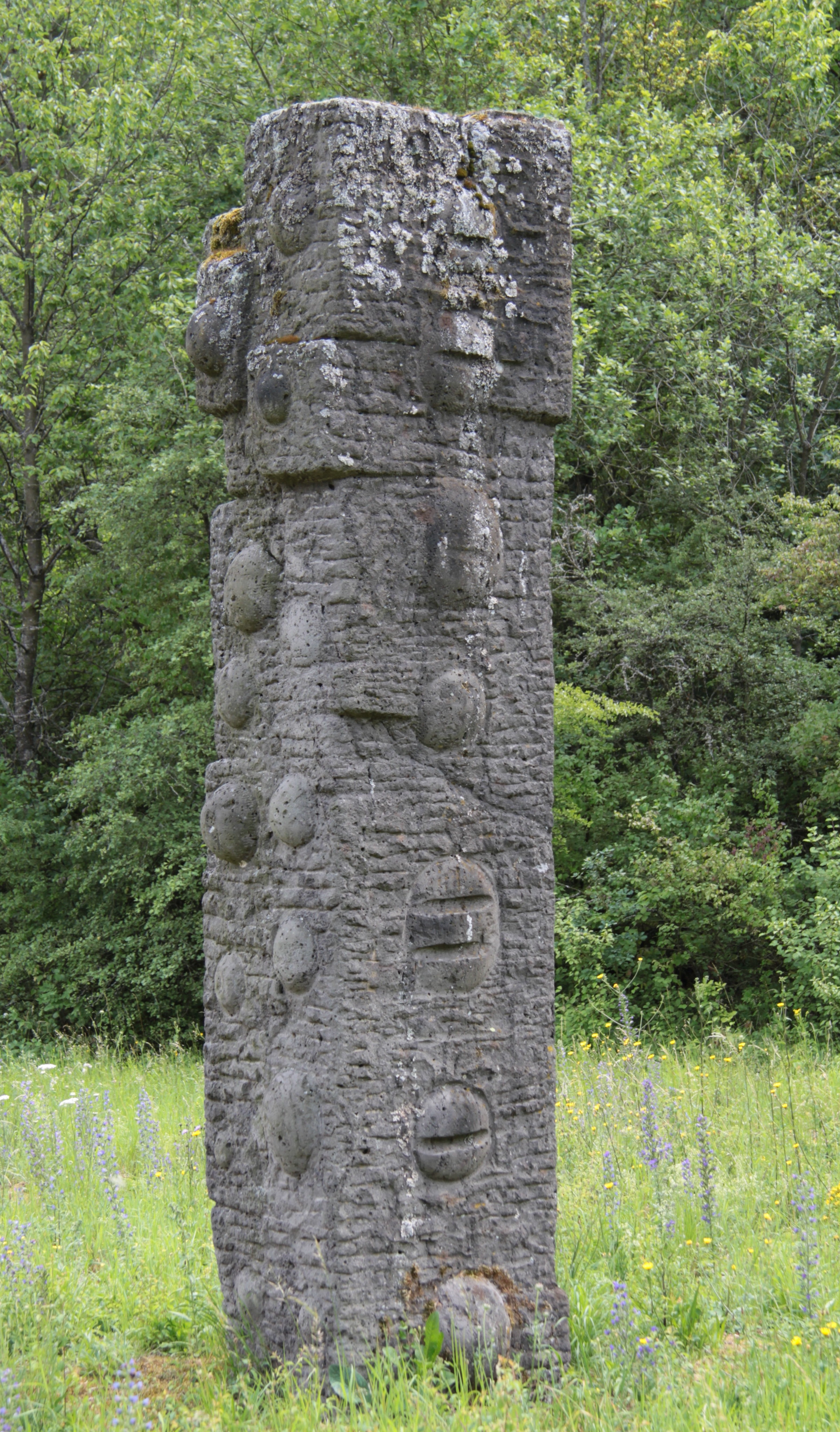
Zonder titel (1961), Kirchheim
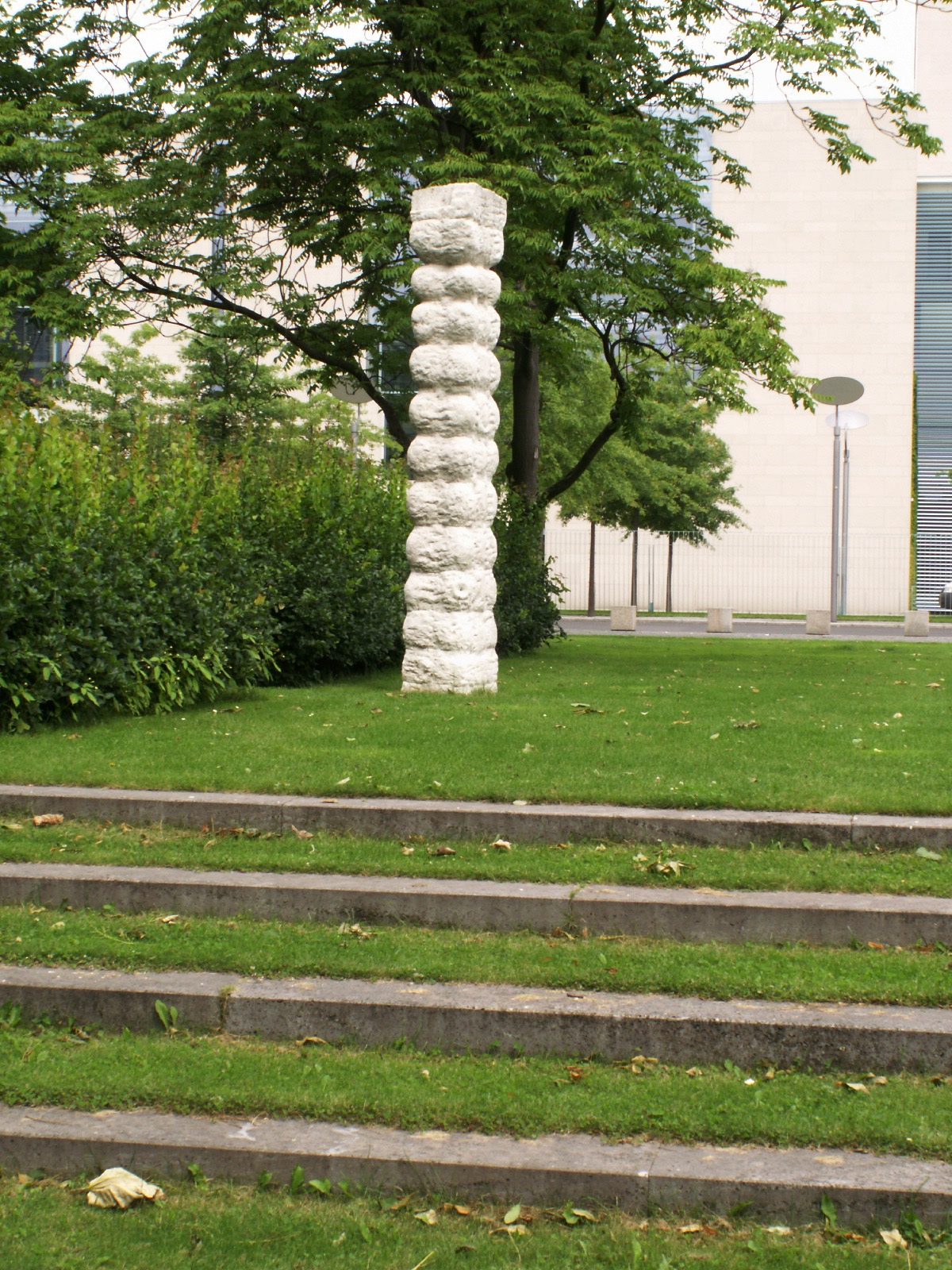
Steinskulptur (1961/63) in Berlijn
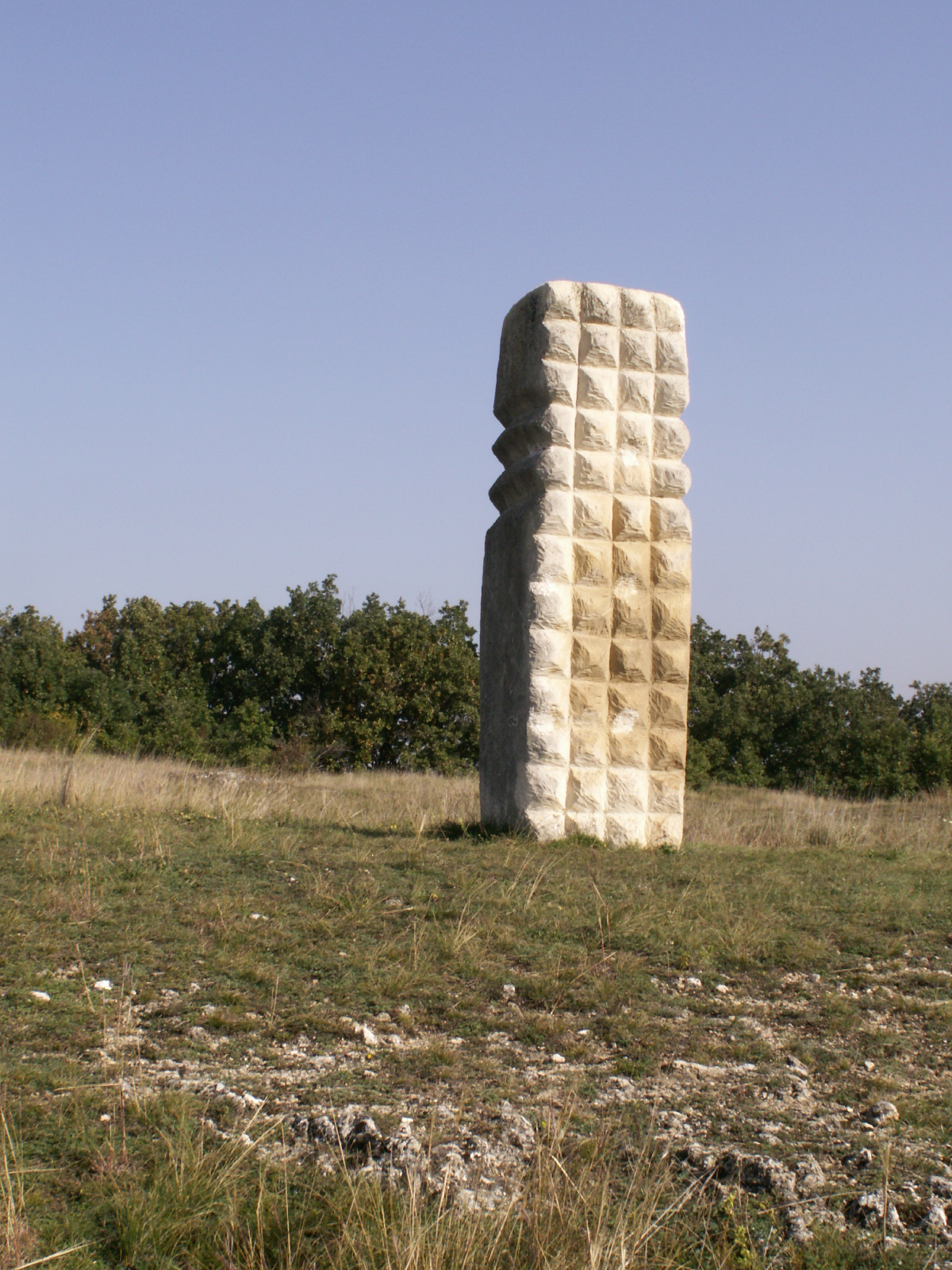
Zonder titel (1963), Sankt Margarethen im Burgenland